# Bordjgali
 (juin 2020).
Si vous disposez d'ouvrages ou d'articles de référence ou si vous connaissez des sites web de qualité traitant du thème abordé ici, merci de compléter l'article en donnant les références utiles à sa vérifiabilité et en les liant à la section « Notes et références ».
Le bordjgali (en géorgien : ბორჯღალი), aussi appelé bordjgala ou bordjgalo, est un symbole géorgien du Soleil, et du temps ou de l’éternité composé le plus souvent de sept branches en rotation au-dessus d'un arbre de vie. Il est souvent représenté à l'intérieur d'un cercle.
Le bordjgali sert de symbole à la Géorgie depuis la Colchide. Encore aujourd'hui, il orne les pièces de monnaie et les cartes d'identité. C'est aussi le logo de la Georgian Airways et des Lelos, l'équipe nationale de rugby appelée les « bordjgalosnebi » littéralement « marqués du bordjgali » en hommage à ce symbole.

## Étymologie
Le nom « bordjgali » (le « g » se prononce comme un « r » français) dérive de « ბარჩხალი » (bartchkhali) en mingrèle (une langue kartvélienne parlée dans la région de Mingrélie là où fut jadis l'antique royaume géorgien de Colchide qui utilisa le bordjgali en tant qu'ornement).

## Significations

### Signification du temps, de l’éternité et de l'infini (étymologiemingrélo-colche)
« Bordj » (ბორჯ) signifie « le temps » en mingrèle tandis que « gal (ou « ral ») » (ღალ) évoque le mouvement et pourrait se traduire par « emporter » ou « aller de l'avant » le même mot signifie aussi « la rivière » (ou cours continu d'eau qui s'écoule). Étymologiquement, c'est un symbole du temps infini ou un symbole de l’éternité.

### Signification de la prospérité (étymologiedu géorgien ancien)
En géorgien ancien, « bordjgi » (ბორჯღი, ou « bordji », ბორჯი) selon une forme encore plus ancienne) signifie la « racine, ou les fondations (la base) » tandis que « gal » signifie « une récolte saine (ou sainte) », « la solution » ou encore « la prospérité ». La signification de ce symbole est donc littéralement le fruit saint issu de la racine sainte et c'est le symbole d'une « sainte prospérité » au sens figuré.

### Signification de l'arbre de vie et de l'immortalité (mythologie géorgienne)
« Bordjgli » (ბორჯღლი) signifie « bois de cerf » ou une « branche épaisse ». Dans la mythologie géorgienne, le bois de renne était le symbole de l'arbre de vie et dans la mythologie géorgienne, cette symbolique a évolué pour désigner l'immortalité.

## Le bordjgali géorgien à sept rayons
Le bordjgali géorgien est traditionnellement composé de sept branches (mais ce n'est pas toujours le cas),. Le bordjgali à sept rayons est une allégorie du cosmos et une représentation divine des sept corps lumineux célestes qui existaient au panthéon païen géorgien. Le point de concentration (donc le « bordjgli » (racine)) d'où sortent les sept rayons représente le royaume de Dieu qui était déjà vu à cette époque comme le créateur de tout.
Les noms géorgiens des sept corps célestes sont :
| Numéro | Nom géorgien      | Mythologie géorgienne | Signification      |
| ------ | ----------------- | --- | ------------------ |
| 1      | Mtovaré (მთოვარე) | Kamar (ყამარ) | Lune               |
| 2      | Djuma (ჯუმა)      | Ermi (ერმი) et Otardi (ოტარდი) | Mercure            |
| 3      | Mthiébi (მთიები)  | L'étoile du berger (Tsiskris varskvlavi « étoile tsiskris » (qui pourrait être traduit littéralement par « l'étoile de la porte du ciel") (ცისკრის ვარსკვლავი) | Vénus ou Aphrodite |
| 4      | Marikhi (მარიხი)  | Arian (არიან) ou Takha (თახა) | Mars               |
| 5      | Dio               | Mouchtari (მუშთარი) | Jupiter            |
| 6      | Zouali (ზუალი)    | Chronos | Saturne            |
| 7      | Helio (ჰელიო)     | Barbalé (ბარბალე) | Soleil             |

## Histoire
Parmi les représentations du bordjgali, celle à sept branches était la plus répandue sur le territoire géorgien et était utilisée aux côtés de la svastika (symbole reprise par la lettre « Qan » (卐) de l'alphabet géorgien Asomtavruli) comme un des logogrammes les plus sacrés. Ils ornaient massivement les monuments et les traditionnels piliers centraux géorgiens des bâtisses (appelés « dédabodzi » (დედაბოძი) littéralement « pilier mère »). L'architecture géorgienne connait cet ornement depuis la culture Kouro-Araxe (entre le IVe millénaire av. J.-C. et le IIe millénaire av. J.-C.). Les outils de travail et de guerre étaient aussi souvent ornés de ce symbole.

## Galerie

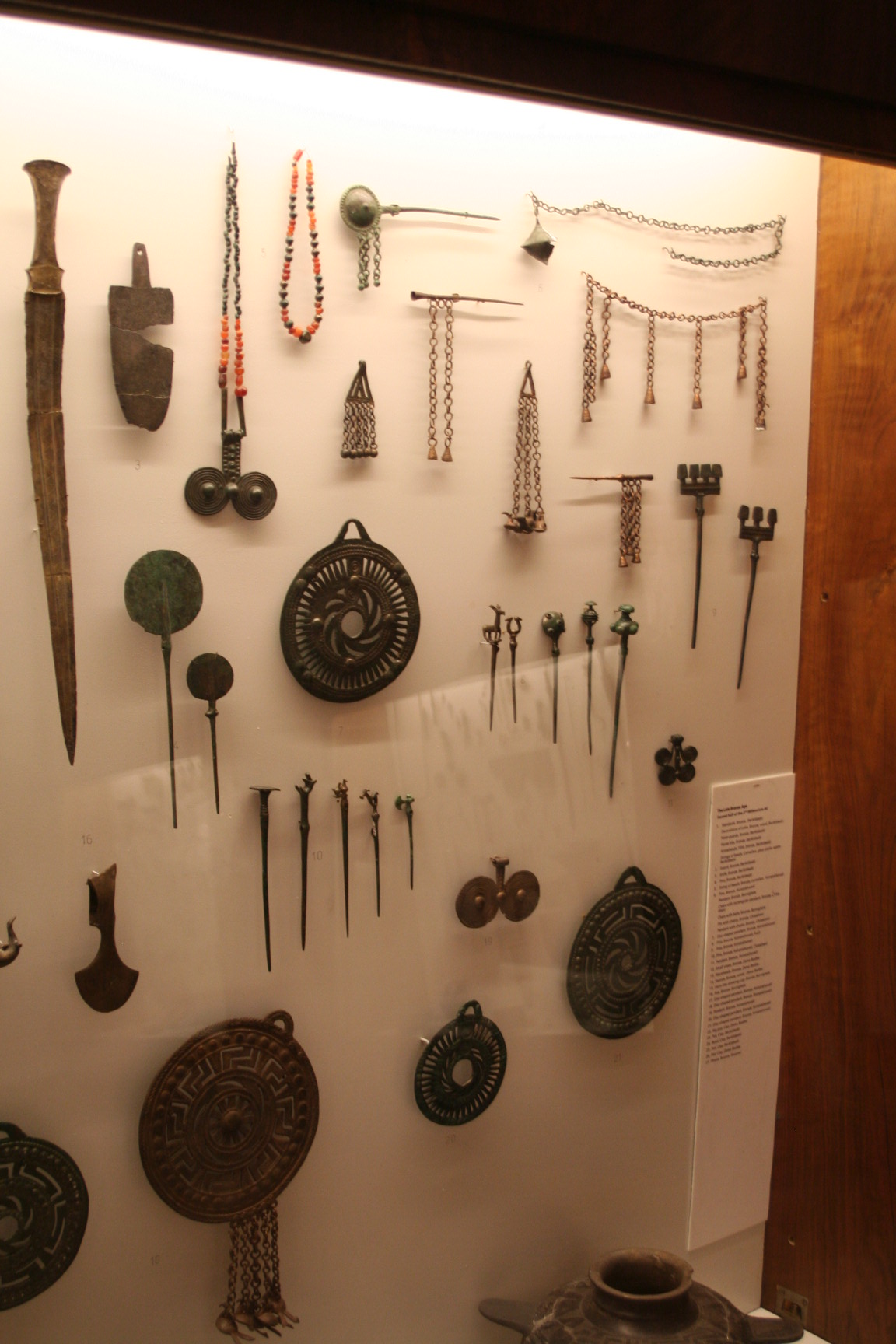
Représentations pré-chrétiennes du bordjgali.
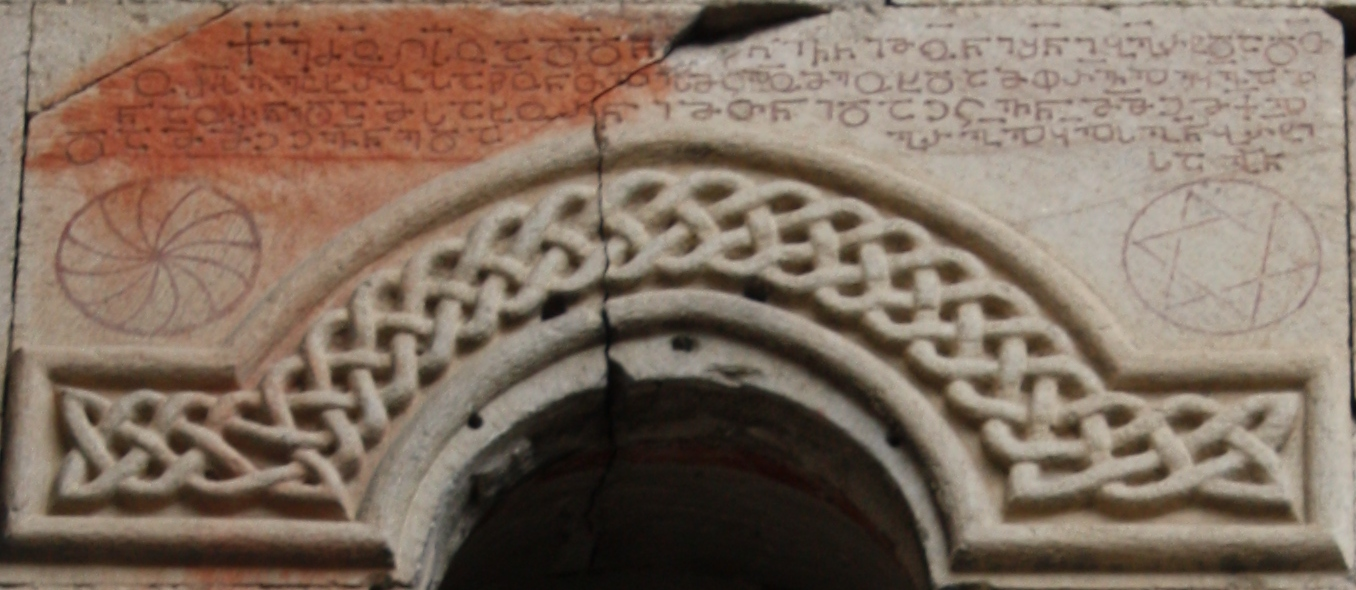
Bordjgali de la cathédrale d'Oshki avec des inscriptions en asomtavruli au dessus et l'étoile de David.
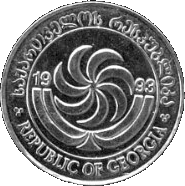
Bordjgali sur une pièce géorgienne.
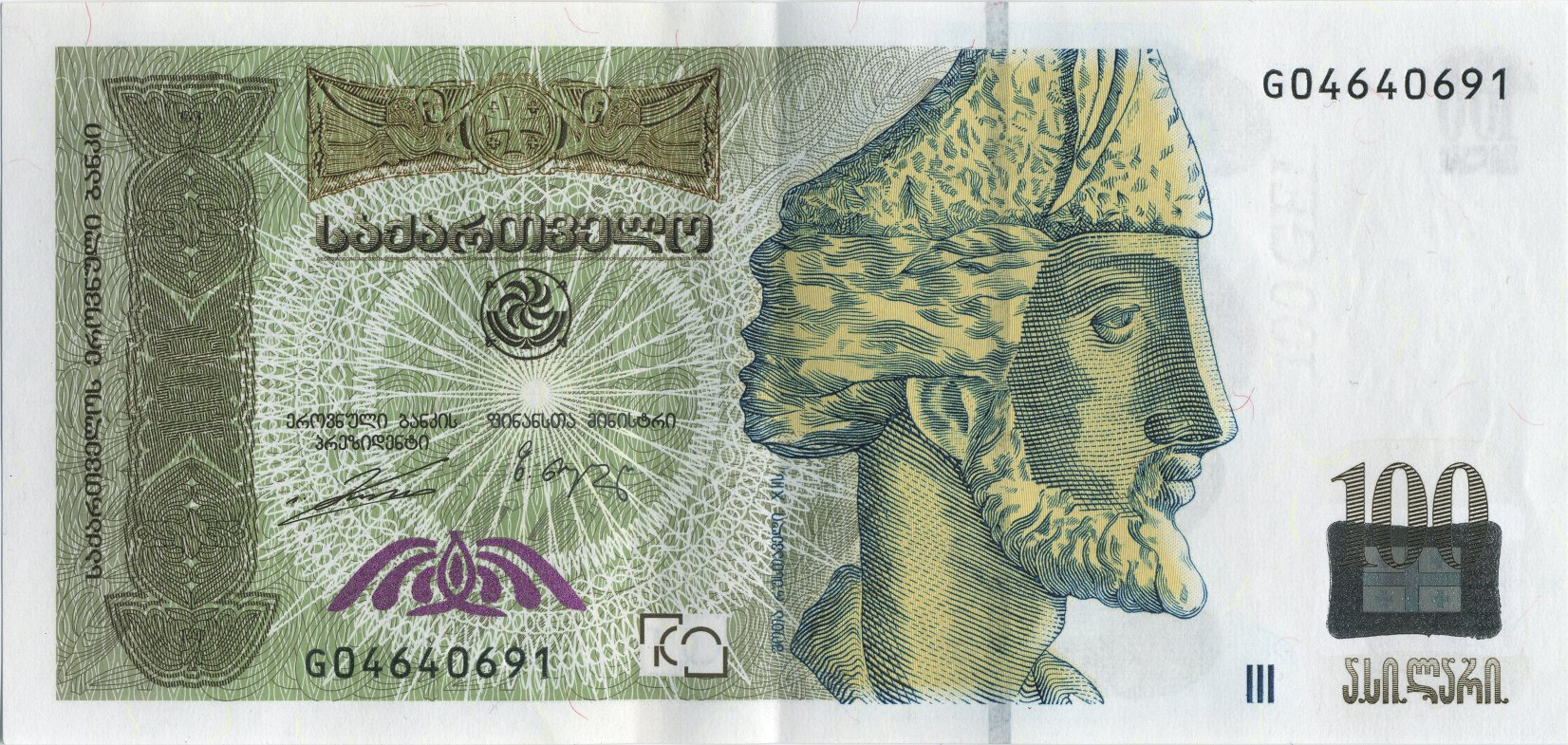
Bordjgali sur le billet de 100 laris.
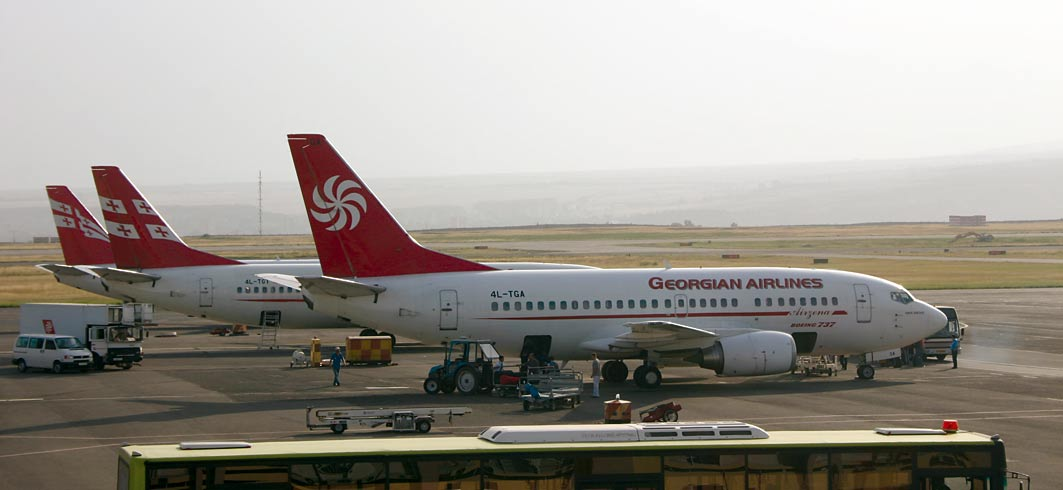
Bordjgali sur l’empennage d'un avion de la Georgian Airways.
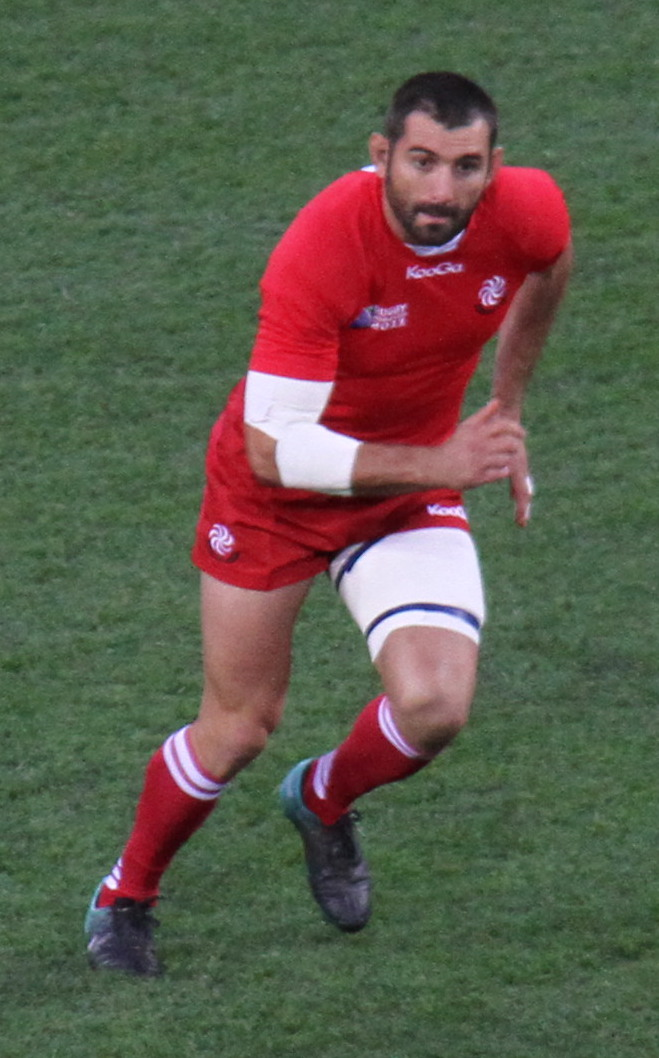
Joueur de rugby géorgien avec un bordjgali sur le maillot et un autre sur le short.